# Slowaaks kenteken
Het Slowaakse kenteken voor motorvoertuigen (Slowaaks: evidenčné číslo) bestaat uit twee letters voor de okres (district), gevolgd door een liggend streepje en een combinatie van drie cijfers en twee letters. De letters Q en W worden hierbij niet gebruikt. In elke okres worden de lettercombinaties oplopend uitgegeven, waarbij de eerste voertuigserie AA is, en de eerste aanhangerserie YA.

## Varianten van de kentekenplaat
Aan de linkerkant van de kentekenplaat bevindt zich een blauwe band met daarin het symbool van de Europese Unie, twaalf gele sterren, en daaronder de landaanduiding SK.
Vanaf de invoering van het kentekensysteem op 1 april 1997 tot de toetreding tot de Europese Unie op 1 mei 2004 werd daar het Slowaakse nationale wapenschild met daaronder de letters SK afgebeeld, op een witte achtergrond. Sinds 1 juli 2006 is het liggende streepje tussen de twee letters van de okres en de rest van het nummer vervangen door het Slowaakse wapenschild.
Tot aan de invoering van het huidige kentekensysteem werden de kentekens in Slowakije volgens het oude Tsjechoslowaakse systeem uitgegeven. Daarbij volgde na het okres-nummer een derde letter en daarna twee keer twee door een liggend streepte gescheiden cijfers. Deze kentekens werden op 31 december 2004 ongeldig.

## Afkortingen okresy
- BA, BL - Bratislava
- BB, BC - Banská Bystrica
- BJ - Bardejov
- BN - Bánovce nad Bebravou
- BR - Brezno
- BS - Banská Štiavnica
- BY - Bytča
- CA - Čadca
- DK - Dolný Kubín
- DS - Dunajská Streda
- DT - Detva
- GA - Galanta
- GL - Gelnica
- HC - Hlohovec
- HE - Humenné
- IL - Ilava
- KA - Krupina
- KE, KI - Košice
- KK - Kežmarok
- KM - Kysucké Nové Mesto
- KN - Komárno
- KS - Košice-okolie
- LC - Lučenec
- LE - Levoča
- LM - Liptovský Mikuláš
- LV - Levice
- MA - Malacky
- MI - Michalovce
- ML - Medzilaborce
- MT - Martin
- MY - Myjava
- NI, NR - Nitra
- NM - Nové Mesto nad Váhom
- NO - Námestovo
- NZ - Nové Zámky
- PB - Považská Bystrica
- PD - Prievidza
- PE - Partizánske
- PK - Pezinok
- PN - Piešťany
- PO, PV - Prešov
- PP - Poprad
- PT - Poltár
- PU - Púchov
- RA - Revúca
- RK - Ružomberok
- RS - Rimavská Sobota
- RV - Rožňava
- SA - Šaľa
- SB - Sabinov
- SC - Senec
- SE - Senica
- SI - Skalica
- SK - Svidník
- SL - Stará Ľubovňa
- SN - Spišská Nová Ves
- SO - Sobrance
- SP - Stropkov
- SV - Snina
- TA, TT - Trnava
- TC, TN - Trenčín
- TO - Topoľčany
- TR - Turčianske Teplice
- TS - Tvrdošín
- TV - Trebišov
- VK - Veľký Krtíš
- VT - Vranov nad Topľou
- ZA, ZI - Žilina
- ZC - Žarnovica
- ZH - Žiar nad Hronom
- ZM - Zlaté Moravce
- ZV - Zvolen